# Unia mielnicka

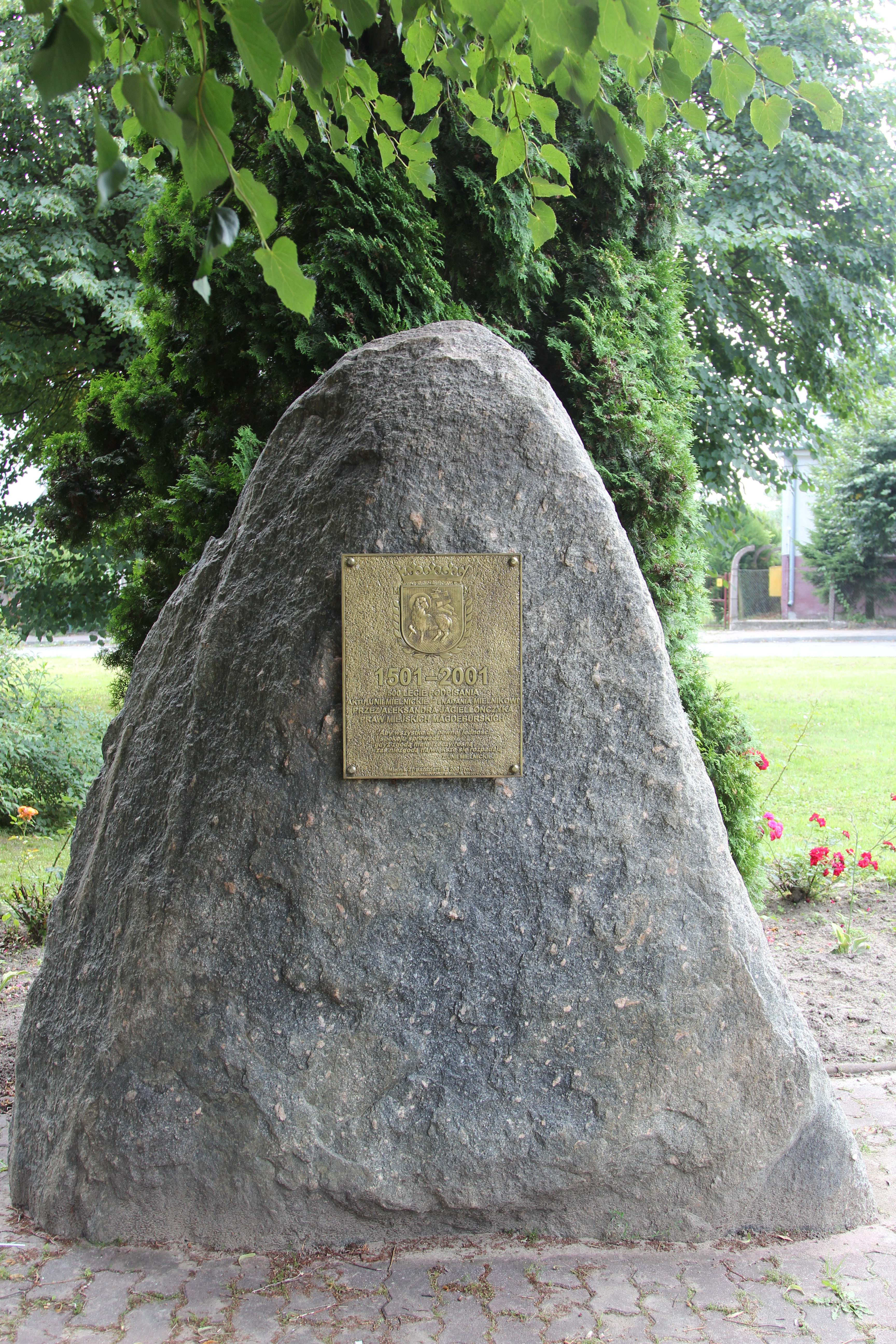
Głaz upamiętniający 500-lecie podpisania unii mielnickiej w Mielniku

Unia mielnicka, także unia piotrkowsko-mielnicka – unia polsko-litewska zawarta w Piotrkowie 3 października 1501 r. i zatwierdzona przez Aleksandra Jagiellończyka 23 października 1501 roku w Mielniku.

## Geneza unii
W latach 1492–1501 Królestwo Polskie i Wielkie Księstwo Litewskie łączyła dość ścisła unia dynastyczna. Trwające już od stu lat ścisłe związki obu państw, mimo oddzielnych władców nie zostały zerwane. Panujący uzgadniali swe posunięcia w polityce zagranicznej. Litwa zajmowała się polityką moskiewską i kontaktami z Tatarami. Polska reprezentowała również interesy litewskie w Turcji, w państwach zachodnich i w Watykanie, podobnie jak to było za Kazimierza Jagiellończyka. Państwa udzielały sobie pomocy militarnej. W 1499 r. obie strony uznały za korzystne zacieśnienie związku i zapobieżenie ewentualnemu rozluźnieniu kontaktów w przypadku przedłużającego się rozdziału tronów i zawarły ścisły sojusz polityczno-militarny nazywany unią krakowsko-wileńską. 
Śmierć Jana Olbrachta 17 czerwca 1501 r. otworzyła możliwość objęcia tronu polskiego jego bratu, wielkiemu księciu litewskiemu Aleksandrowi i przywrócenia unii personalnej. Elity rządzące obu państw były przekonane o konieczności unii, kierowały się jednak innymi pobudkami i inaczej widziały jej zakres. Litwinom zależało głównie na uzyskaniu pomocy militarnej Polski w toczonej od 1500 r. wojnie z Moskwą. Nie chcieli zacieśniać unii ponad zwykłą unię personalną, bojąc się zmniejszenia samodzielności Wielkiego Księstwa. Polacy byli zainteresowani pogłębieniem związku, a w szczególności rozstrzygnięcia niekorzystnej dla nich kwestii dziedziczności tronu wielkoksiążęcego Jagiellonów, co praktycznie pozbawiało Polaków wpływu na wybór swego władcy, mimo formalnej elekcyjności tronu polskiego.

## Negocjacje
Wzajemna pozycja obu państw zmieniła się od podpisanej w 1499 roku unii krakowsko-wileńskiej, kiedy to Litwini nie dopuścili do zapisów niekorzystnych dla siebie. Polska przezwyciężała skutki nieudanej wyprawy mołdawskiej, natomiast zaatakowana w 1500 roku przez Moskwę Litwa miała poważne kłopoty i stała przed groźbą utraty znacznej części swojego terytorium. Klęska wojsk litewskich w bitwie nad Wiedroszą obnażyła słabość militarną Wielkiego Księstwa. Polacy wykorzystali trudną sytuację Litwy i w rokowaniach toczących się w Piotrkowie przeforsowali swój punkt widzenia. Ceną za koronę Polski dla wielkiego księcia Aleksandra i nadzieję na pomoc w wojnie z Moskwą była zgoda na daleko idący związek państw, będący faktycznie unią realną zdominowaną przez Polaków. Oba dokumenty, akt elekcji i akt unii, podpisano jednego dnia (3 października) w Piotrkowie. Oczekujący z niepokojem w Mielniku na wynik rokowań wielki książę zatwierdził 23 października unię, a dodatkowo musiał zgodzić się jeszcze na wydanie przywileju mielnickiego (25 października) oddającego faktycznie władzę w Koronie polskim możnowładcom i ich reprezentacji – senatowi.

## Postanowienia unii
- Zjednoczenie Królestwa Polskiego i Wielkiego Księstwa Litewskiego w jedno państwo (łączą się i spalają w jedno nierozdzielne i nieróżne ciało).
- Wspólna elekcja władcy, króla polskiego. Mieli w niej brać udział ze strony litewskiej biskupi katoliccy, wojewodowie i kasztelanowie. Było to wówczas tylko 9 osób (4 biskupów, 3 wojewodów, 2 kasztelanów), a na dodatek ich nieobecność nie podważała prawomocności elekcji. Jagiellonowie tracili tym postanowieniem dziedziczne prawa do Litwy.
- Ustalono obowiązek wzajemnej pomocy wojskowej.
- Nad sprawami całego państwa miała obradować wspólna rada. Każda ze stron miała obowiązek udzielania rady i pomocy drugiej stronie.
- Postanowiono ujednolicić monety, nadając im jednakową formę i wagę.
- Zatwierdzono układy wiążące każde z państw z innymi państwami, z zastrzeżeniem, że nie mogą one szkodzić drugiej stronie.
- Wprowadzono przysięgę dla starostów i urzędników obejmujących swe funkcje.
- Każdy przyszły władca został zobowiązany do zatwierdzenia wszelkich dotychczasowych praw Królestwa Polskiego i Wielkiego Księstwa Litewskiego podczas koronacji.
- Postanowiono, że zawarta umowa będzie obowiązywać na wsze czasy.
- Umowa, oprócz zaprzysiężenia przez członków rady panów (senatu), celniejszych ze szlachty i zatwierdzenia przez elekta (co się stało 23 października), miała być zatwierdzona również przez prałatów, panów, szlachtę i bojarów litewskich.

## Unia w praktyce
Postanowienia unii mielnickiej wykraczały poza zwykłą unię personalną. Ich realizacja doprowadziłaby do faktycznego połączenia obu państw w jedno, czyli do unii realnej. Zapisy nie zostały jednak zrealizowane. Nie powołano wspólnej rady (sejmu), nie ujednolicono monety. W praktyce związek łączący Polskę i Litwę pozostał unią personalną, podobnie jak w okresie panowania Kazimierza Jagiellończyka. Do realizacji postanowień nie dopuścił król Aleksander oraz przeważająca w elitach politycznych Wielkiego Księstwa opcja antyunijna. 
Nie do przyjęcia dla Jagiellonów był zapis o elekcyjności wspólnego polsko-litewskiego tronu. Dynastia traciła swe dziedziczne uprawnienia na Litwie, nie mając gwarancji, że jej przedstawiciele zostaną wybrani królami Polski, co mogłoby skutkować utratą wszystkiego w kolejnej elekcji. W tekście nie znalazło się drażliwe dla Litwinów określenie inkorporacja (wcielenie, włączenie), jednak w praktyce postanowienia unii włączały Wielkie Księstwo do Korony. Wspólny władca miał być królem Polski, udział strony litewskiej w elekcji miał być symboliczny, w postaci niewielkiej delegacji. Niezadowolenie Litwinów pogłębiło rozczarowanie co do skuteczności pomocy polskiej w wojnie z Rosją. W zawartym w 1503 r. rozejmie Wielkie Księstwo musiało uznać stratę na rzecz Moskwy około 30% swego terytorium. 
W tej sytuacji Aleksander i Litwini wykorzystali przewidzianą w akcie unii konieczność jej ratyfikacji (zatwierdzenia przez prałatów, panów, szlachtę i bojarów litewskich). Miało się to stać na sejmie litewskim w Brześciu (1505). Wspólne działanie króla i większości litewskich możnych spowodowało odrzucenie unii (jej zwolennicy, np. marszałek Jan Zabrzeziński, stracili swe urzędy). 
Niezrealizowana w praktyce unia mielnicka jest uznawana mimo to za ważne wydarzenie w historii Polski i Litwy. Okoliczności jej zawarcia i walki o niewprowadzenie w życie pozwalają poznać ówczesny stan stosunków polsko-litewskich oraz wpływ na nie poszczególnych podmiotów – Jagiellonów, Polaków i Litwinów. Akt unii ma istotne znaczenie jako program polityczny, którego zrealizowanie okazało się jeszcze w 1501 r. niemożliwe, ale stał się on pierwowzorem dla unii lubelskiej w 1569 r.

## Wybrana literatura (chronol.)
- Halecki O., Dzieje unii jagiellońskiej, T I i II, Kraków 1919/1920
- Papée F., Aleksander Jagiellończyk, Kraków 1949
- Wisner H., Unia. Sceny z Przeszłości Polski i Litwy, Warszawa 1988
- Pietkiewicz K., Wielkie Księstwo Litewskie pod rządami Aleksandra Jagiellończyka, Poznań 1995
- Bardach J., Od aktu w Krewie do Zaręczenia Wzajemnego Obojga Narodów (1385–1791) w Unia Lubelska i tradycje integracyjne w Europie Środkowo-Wschodniej, Lublin 1999
- Błaszczyk G., Litwa na przełomie średniowiecza i nowożytności 1492–1569, Poznań 2002